# اوسمان (شهر)
شهر اوسمان (به روسی: Усмань) در کشور روسیه و در اوبلاست لیپتسک واقع شده‌است.